# Direct cinema
Il direct cinema, o cinema diretto è un sottogenere del documentario nato tra il 1958 e il 1962 in Nord America, soprattutto nella regione canadese del Québec e gli Stati Uniti. Fu ulteriormente sviluppato da Jean Rouch in Francia. Simile per molti aspetti al cinéma vérité fu caratterizzato dal desiderio dei registi di catturare direttamente la realtà senza artifici e rappresentarla sinceramente, oltre che dalla ricerca di possibili rapporti del cinema con la realtà.

## Origini e temi
"Il direct cinema è il risultato soprattutto di due fattori correlati: il desiderio di un nuovo realismo cinematico e lo sviluppo della strumentazione per soddisfare quel desiderio". Molti aspetti tecnologici, ideologici e sociali contribuirono alla nascita del movimento e al posto che assume nella storia del cinema.
Il direct cinema ha molti aspetti in comune con il cinéma vérité. Lo stile della telecamera, leggera e portata a mano, è lo stesso. Anche i temi trattati sono gli stessi, domande etiche e sociali cercano di stimolare lo spettatore a trovare la sua opinione confrontandosi direttamente con la realtà dei fatti e con le testimonianze dei personaggi. Alcuni storici del cinema hanno definito il direct cinema come la versione nord americana del cinéma vérité. Quest'ultimo genere ha il suo capostipite in Francia nel film di Jean Rouch Chronicle of a Summer, del 1961. Si può dire che il cinéma vérité abbia più desiderio di provocare e rivelare, spinge perché le azioni accadano, mentre il direct cinema attende che le situazioni si verifichino da sole, assumendo un atteggiamento più strettamente osservazionale.

## Il direct cinema in Italia
Il film Anna del 1975, del regista Alberto Grifi, segna il passaggio del genere in Italia, con le sue prerogative di stile e i suoi mezzi inconfondibili, dopo la vera e propria rivoluzione delle videocamere e dei mezzi di registrazione audio portatili.

## Alcuni film direct cinema
- On the Bowery, regia di Lionel Rogosin – docufiction (1956)
- Crisis: Behind a Presidential Commitment, regia di Robert Drew (1963)
- The Chair, regia di Robert Drew (1963)
- Meet Marlon Brando, regia di Albert e David Maysles (1966)
- Dont Look Back, regia di D. A. Pennebaker (1967)
- Chiefs, regia di Richard Leacock (1968)
- Salesman, regia di Albert e David Maysles (1969)
- Gimme Shelter, regia di Albert e David Maysles (1970)
- Tread, regia di Richard Leacock (1972)
- Changing Tides, regia di Ricardo Costa (1976)
- Brothers' Keeper, regia di Joe Berlinger e Bruce Sinofsky (1992)
- Neukölln Unlimited, regia di Agostino Imondi e Dietmar Ratsch (2010)
- Sofia's Last Ambulance, regia di Ilian Metev (2012)